# Монстро
«Cloverfield» (англ. Cloverfield — «Кловерфілд») — американський фільм-катастрофа, перший з трилогії всесвіту «Кловерфілд» (Кловерфілд, Кловерфілд.10, Парадокс Кловерфілда). Фільм знятий у 2008 році режисером Меттом Рівзом, спродюсований Дж. Дж. Абрамсом та написаний Дрю Годдардом. Весь фільм знято в стилі любительського знімання від першої особи.
Спецефекти та комп'ютерно згенеровані зображення (КЗЗ) (англ. CGI) були створені на студії Double Negative та Tippett Studio.

## Сюжет
Оповідь ведеться від імені звичайних жителів Нью-Йорка, які зазнали нападу дивовижного монстра, і знімають все, що відбувається, на побутову відеокамеру.
Вмикається аматорська камера і юнак починає знімати свою дівчину, потім вони разом в магазині купують подарунок і йдуть до його брата на вечірку. Далі камера передається «великому режисеру» на ім'я Хад, він так і продовжує знімати до кінця фільму. Збирається народ на вечірку до Роба, щоб його провести до Японії, де він збирається працювати. Все йде нормально, народ гуляє і раптом гасне світло, відчуття наче землетрус, всі біжать на дах і бачать, що в місті Нью-Йорку починають руйнуватися будівлі та гасне світло.
Після вкрай туманної заяви диктора ТБ про надзвичайний стан, вони намагаються покинути Нью-Йорк, проте зробити це виявляється надзвичайно складно, адже, як з'ясовується, на місто напали безліч страшних тварюк на чолі з величезним чудовиськом під кодовою назвою Кловерфілд (Cloverfield).
Додатково виявляється, що кохана одного з хлопців, дівчина Бетті, поранена і знаходиться в найнебезпечнішому районі Нью-Йорка. Як відомо, любов здатна творити дива. Хлопець разом з трьома вірними друзями вирушає на порятунок своєї коханої, в числі друзів і наш режисер Хад з камерою в епілептичному припадку, яка показує то ноги тих, що біжать, то взагалі не зрозуміти що. Дівчину рятують, але жахливе чудовисько (Кловерфілд) знов втручається в життя молодих людей, і не дає фільму завершитися на мажорній ноті.

## У головних ролях
- Майкл Шталь-Девід — Роберт (Роб) Гокінс (англ. Robert "Rob" Hawkins), головний герой фільму. Перебував у парку на Манхеттені, коли був відданий наказ скинути атомну бомбу (це був єдиний спосіб покінчити з чудовиськом). При ньому було знайдено якимось чином вціліла відеокамера, на якій було знято всю епопею.
- Майк Фогель — "Джейсон Гокінс" (англ. Jason Hawkins), його брат. Загинув, коли чудовисько зруйнувало Бруклінський міст.
- Одет Еннейбл — Елізабет (Бет) Макінтайр (англ. Elizabeth "Beth" McIntyre), подруга Роберта. Під час нападу чудовиська перебувала у своїй квартирі та була поранена. Роберт, Лілі та Хадсон врятували її зі зруйнованого будинку. Залишилася з Робертом і загинула разом із вибухом бомби.
- Ліззі Каплан — "Марлена Даймонд" (англ. Marlena Diamond), знайома Хадсона. Померла від укусу паразита.
- Джессіка Лукас — Лілі Форд (англ. Lily Ford), наречена Джейсона. Востаннє її бачили, що сідає у військовий гелікоптер. Очевидно, вона врятувалася.
- Ті Джей Міллер — Хадсон (Хад) Платт (англ. Hudson "Hud" Platt), приятель Роберта, якого попросили зняти на відеокамеру прощальну вечірку. Він знімав і всю наступну епопею. Убитий чудовиськом.

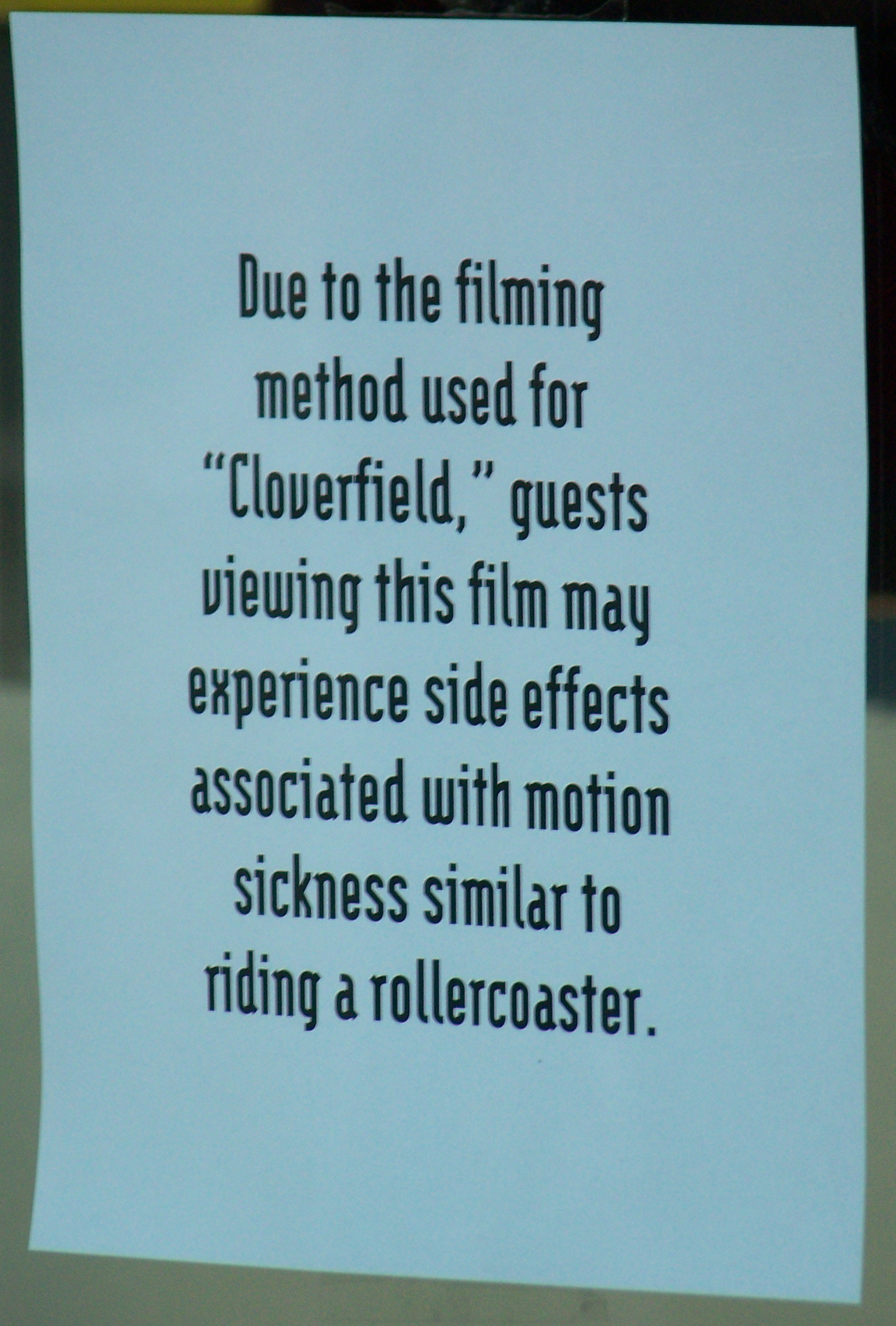
Вивіска в деяких кінотеатрах, де демонструвався фільм. «Через використання певного способу знімання фільму „Монстро“ деякі відвідувачі можуть випробувати побічний ефект, схожий на заколисування при катанні на американських гірках»